# Serge Mahé
Pour les articles homonymes, voir Mahé.
Serge Mahé, né le 14 juillet 1931 à Penhoët (Loire-Inférieure) et mort le 6 novembre 2012 à Herbignac, est un militant anarcho-syndicaliste et un instituteur laïque français.

## Biographie
Serge Mahé contribue à la création du journal L'Anarcho-syndicaliste en 1960, avec Alexandre Hébert et leurs compagnons du groupe Fernand Pelloutier de Nantes, ainsi qu'à la création de l'Union des anarcho-syndicalistes, en 1962, et à sa re-création, en 1975.
En désaccord avec la priorité affichée par l'Union des anarcho-syndicalistes — rassembler les courants ouvriers défendant l'indépendance des organisations de classe, au profit de la recherche d'une alliance de tous les anarcho-syndicalistes —, il publie de 1988 à 2003 la Lettre anarchiste avec d'autres militants. Il crée en 1992, avec ces militants (Christophe Benavides, Frédéric Giraud, Jean Hédou, Sylviane Hochard, Fabrice Le Restif, Laurent Segalan, Jacques Tallec), l'Alliance des syndicalistes anarchistes.

## Publications
- La Contre-révolution permanente, Éditions du Petit Véhicule, Nantes, 2005
- Propriété et Mondialisation, L'Harmattan, 1999